# 芭比症候群
芭比症候群形容希望擁有芭比娃娃所代表的外表和生活方式的慾望。雖然芭比症候群多青春期前和青少年女性相關，但亦適用於任何年齡層。有芭比症候群的兒童希望可以儘量對男性顯得美麗，而且，雖然芭比的身型比例極端，但她們仍然相信可以像芭比一樣美麗。患芭比症候群者努力追求無法達到的身型。
此外也有肯尼症候群，指努力令自己充滿魅力和吸引力的男性，他們會努力令自己像芭比的男伴一樣受人歡迎。

## 辛蒂·傑克森
於美國俄亥俄州長大，現居倫敦的辛蒂·傑克森被指為芭比症候群的現實例子，她曾接受了20多次的整容手術 ，花費共5萬5千美元元美金，令自己變成活的芭比娃娃，還向英國國稅局登記自己為生化女人，後來她以自身經驗，在倫敦開設「美容整形網」。
她表示過個人哲學：「男人的確會被女人的容貌吸引，他們不能忍受一個生病的女人，更別提一個既病又醜，而且臃腫的婦女，此外，我認為男人也會擔心你將死在手術檯上，那麼就沒有人為他煮晚餐了。」

### 做過的手術
共有：
- 化學換膚術
- 腹部平坦手術
- 臉部拉皮
- 眼部拉皮
- 豐胸
- 抽脂術
- 鼻部美容
- 割雙眼皮[5]

在1993年時，辛帝全身上下只有下嘴唇還沒有整過形。
其他被指為芭比症候群患者的名人包括Jennifer Ellison、帕米拉·安德森、Victoria Silvstedt和很多有名的玩伴女郎。

## 註解
1. ↑  《永遠的芭比》中文版，第12章「想要成為芭比的女人」309頁，第1段，第2行
2. ↑  《永遠的芭比》中文版，第12章309頁，第2段，第1行
3. ↑  《永遠的芭比》中文版，第12章312頁，第3段全部
4. ↑  《永遠的芭比》中文版，第12章309頁，第1段，第2行到第4行
5. ↑  《永遠的芭比》中文版，第12章310頁，第5段，第3行
6. ↑  《永遠的芭比》中文版，第12章310頁，第2段，第1行到第2行